# Keiran Lee
Keiran Lee (né Adam Diksa le 15 janvier 1984) est un acteur, réalisateur et producteur pornographique britannique qui travaille principalement pour la société de production pornographique Brazzers. Son pénis a été assuré pour 1 million de dollars en 2012 par Brazzers. Il a joué dans plus de 3 500 vidéos pornographiques au cours de sa carrière pornographique. Il est l’un des acteurs pornographiques les mieux payés,,,. Il a reçu plusieurs prix de l'industrie du film pour adultes, notamment le prix AVN Award du meilleur acteur masculin en 2017 et le prix UK Adult Film and Television Award du meilleur acteur masculin en 2007.

## Petite enfance et éducation
Lee est né et a grandi dans la région de Littleover à Derby, en Angleterre,. Il est d'origine demi-hindoue, son père étant d'origine hindoue. En grandissant, il a fréquenté la Saint Benedict Catholic Voluntary Academy. À l'âge de 18 ans, il travaillait comme chef de projet pour Network Rail,.
La carrière de Lee dans le porno a commencé après que ses amis eurent téléchargé une photo de lui nu sur un site échangiste. Après avoir vu le message, un couple a offert à Lee un rôle dans le porno. Lee s'est produit pour la première fois dans une vidéo pour adultes en 2002, à l'âge de 18 ans. Il a commencé à travailler dans le porno en Angleterre avant de signer un contrat d'exclusivité avec Brazzers en 2005 après avoir déménagé en Amérique. Il a commencé sa carrière dans la pornographie en 2006.
Lee a joué dans sa première vidéo pour Brazzers en 2008. En août 2011, Brazzers a placé une annonce publicitaire avec une photo de Lee dans un débardeur et des lunettes de soleil sur Sunset Boulevard. Dan Miller de XBIZ l'a qualifié de "promotion historique pour une star du porno masculine". En 2012, il a été rapporté que Brazzers avait souscrit une police d'assurance auprès du Lloyd's of London, assurant le pénis de Lee pour un million de dollars,. Lee est apparu dans 1 449 vidéos de Brazzers au 13 juin 2019, plus que tout autre acteur porno.
En octobre 2013, Lee a fait ses débuts en tant que réalisateur avec Hot Chicks Meet Big Fangs pour Digital Playground.
En 2017, il a joué dans plus de 3 500 vidéos pornographiques, aux côtés de plus de 4 000 actrices pornographiques. De nos jours, Lee joue dans environ 18 scènes et réalise environ 20 scènes par mois pour Brazzers. Dans la plupart de ces scènes, Lee est connu pour avoir abusé de ses partenaires en les giflant et/ou en les étouffant.

### The Sex Factor
De mai à juillet 2016, Lee a joué le rôle de mentor et de juge dans The Sex Factor, une série de télé-réalité en ligne mettant en vedette seize hommes et femmes se disputant un million de dollars et un contrat porno de trois ans,. Lee, accompagné de ses collègues stars du porno, Lexi Belle, Remy LaCroix et Tori Black, donnait des conseils et jugeit les candidats tout au long de la compétition,. Dans son compte rendu de la série, Janis Hopkins, de Vice News, critiquait le jugement de Lee, déclarant qu'il "avait confondu juger de la vraie télé avec agir comme un crétin". Lux Alptraum de The Verge a également critiqué le jugement, qualifiant les hôtes de "stiltés". Jeremy Glass de Thrillist était d'accord avec ce sentiment, appelant les juges "difficiles à surveiller".

## Vie privée

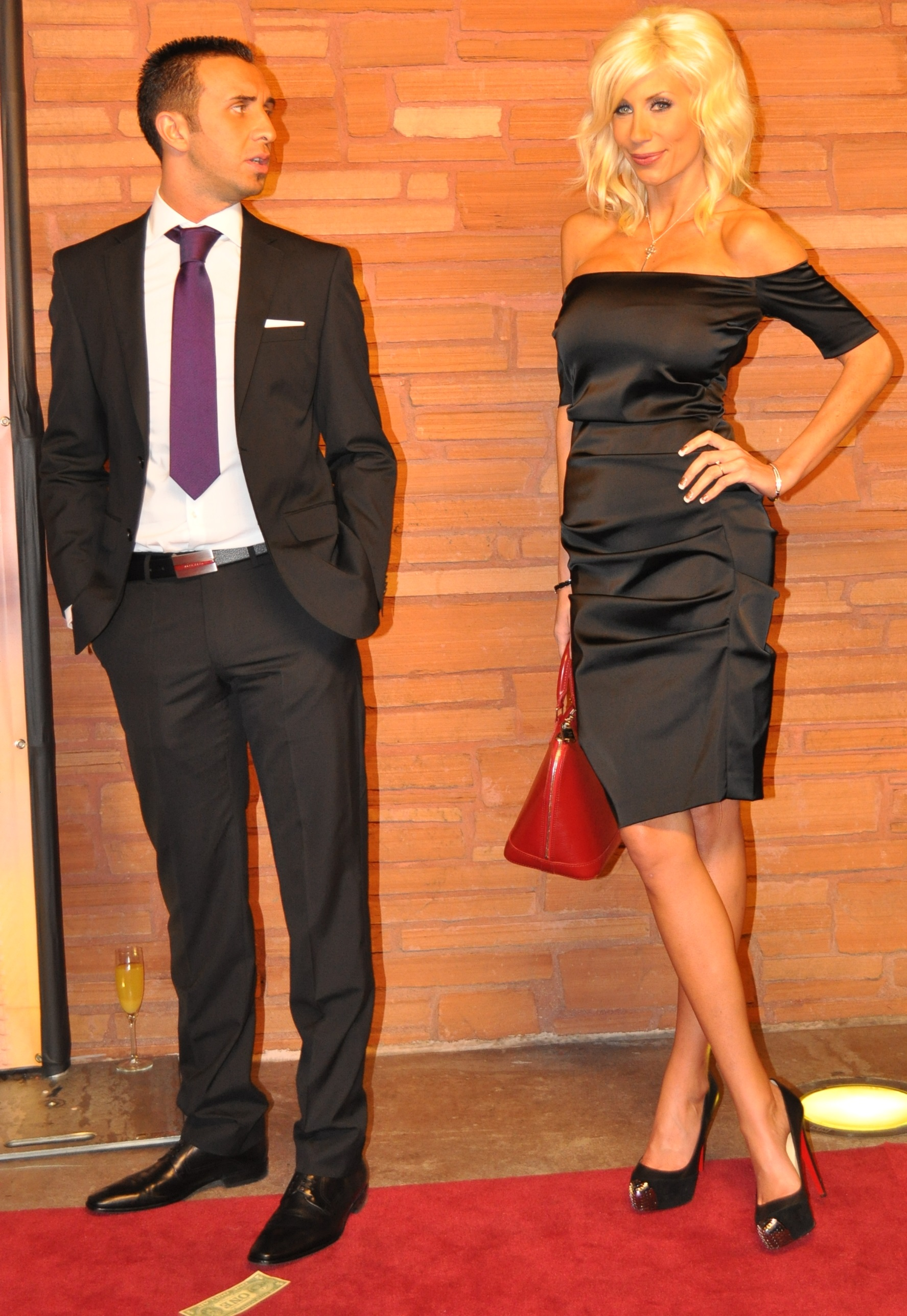
Lee avec son épouse de l'époque Puma Swede aux AVN Awards en 2011

Lee s'est marié deux fois. Une première fois avec l'actrice pornographique Puma Swede en 2009 mais le couple a divorcé. Il s'est remarié avec l'ancienne star du porno et animatrice de Playboy TV Kirsten Price en 2013,,. Les deux résident actuellement avec leur fils en bas âge à Calabasas, Californie. Lee est un grand fan de football, affirmant qu'il "passe toute sa vie autour du comté de Derby". En 2011, alors qu'il jouait au football pour le Hollywood United FC, Lee a dû être hospitalisé après s'être fracturé la mâchoire. 

## Filmographie
| Année | Titre                   | Rôle     | Remarques   |
| ----- | ----------------------- | -------- | ----------- |
| 2012  | The Jerry Springer Show | Lui-même | 1 épisode   |
| 2016  | The Sex Factor          | Juge     | 10 épisodes |

### Films
En tant qu'acteur :
- Nasty Intentions (2009)
- Filthy Habits (2010)
- No Way Out (2014)
- Kill Bill (2015)
- In the Ass at Last (2016)

 En tant que réalisateur :
- Hot Chicks Meet Big Fangs (2013)

## Récompenses et nominations
- 2017 - AVN Award du meilleur acteur masculin[12].
- 2007 - UK Adult Film and Television Award du meilleur acteur masculin[13].